# Elecciones estatales de Veracruz de 2018
Las elecciones estatales de Veracruz de 2018, denominadas oficialmente por la autoridad electoral como el Proceso Electoral Local Ordinario 2017-2018 se llevaron a cabo el domingo 1 de julio de 2018. Fueron organizadas por el Organismo Público Local Electoral de Veracruz (OPLE) y el Instituto Nacional Electoral (INE) y con ellas se renovaron los titulares de los siguientes cargos de elección popular:
- Gobernador de Veracruz: Titular del poder ejecutivo estatal, electo para un periodo de seis años, sin posibilidad de reelección. Resultó electo el candidato de la coalición «Juntos haremos Historia», Cuitláhuac García Jiménez.
- Cincuenta diputados: Treinta electos por mayoría relativa y veinte por el principio de representación proporcional, electos para un periodo de tres años, con posibilidad de reelección.

## Antecedentes
En las elecciones previas a gobernador, Miguel Ángel Yunes Linares, candidato de la coalición «Unidos para Rescatar Veracruz» —Partido Acción Nacional (PAN) y Partido de la Revolución Democrática (PRD)—, se posicionó en primer lugar con 1 millón 055 mil 544 votos. El 12 de junio de 2016, siete días después de los comicios y tras finalizarse el cómputo de los treinta distritos electorales en Veracruz, Yunes Linares recibió la constancia de mayoría. Lo anterior representó la primera derrota del Partido Revolucionario Institucional (PRI) en 86 años en el estado. En esa ocasión también se renovó el Congreso del Estado. Los resultados no dieron una mayoría a ningún partido, sin embargo, el PAN alcanzó el mayor número de escaños (dieciséis), seguido del Movimiento Regeneración Nacional (Morena) con trece diputados, el PRI (diez), el PRD  (cinco), el Partido Verde Ecologista de México (PVEM) con tres, uno de Nueva Alianza (PANAL) y uno de Alternativa Veracruzana (AVE). No obstante, este último partido, estatal, perdió su registro al no alcanzar el 3% del total de votos exigido por la ley.

## Cargos
En esta elección se elegirá al gobernador del estado, titular del Poder Ejecutivo de Veracruz, electo para un periodo de seis años que comenzará su gobierno el 1 de diciembre de 2018. También se renovará el Congreso del Estado, con la elección de cincuenta diputados, treinta por mayoría relativa y veinte por representación proporcional, que conformarán la LXV Legislatura estatal a partir del 5 de noviembre de 2018. En diciembre de 2014, el Congreso estatal aprobó una iniciativa para permitir la elección de un gobernador y diputados para un periodo de dos años, con el fin de homologar estos comicios con los federales del mismo año. De forma simultánea con los comicios federales, se llevarán a cabo elecciones en treinta estados.
A nivel nacional se elegirán un total de 3326 cargos; solo 51 en Veracruz. En este sentido, los veracruzanos también votarán para renovar al presidente de México —que comenzará su gobierno el 1 de diciembre de 2018— y a los miembros del Congreso de la Unión. En Veracruz, se elegirá a tres senadores —miembros de la cámara alta; dos correspondientes a la mayoría relativa y uno otorgado a la primera minoría— electos para un periodo de seis años. Además de veinte diputados, uno menos en comparación con elecciones anteriores debido a la redistritación en el estado, todos elegidos por mayoría relativa y para un periodo de tres años. Tanto senadores, como diputados, conformarán la LXIV Legislatura federal desde el 1 de septiembre de 2018.

## Legislación

### Votantes
De acuerdo con la Constitución Política del Estado Libre y Soberano de Veracruz de Ignacio de la Llave, votar es derecho y obligación de los ciudadanos, únicamente aplicable para aquellos que «posean credencial de elector y estén debidamente incluidos en el listado nominal correspondiente». En este sentido, el Código Electoral para el Estado de Veracruz de Ignacio de la Llave indica que el voto es universal, libre, secreto, directo, personal e intransferible. Para ejercerlo, el ciudadano debe estar inscrito en el padrón electoral, contar con una credencial para votar, figurar en la lista nominal de electores y no estar privado de la libertad, sujeto a interdicción judicial o condenado por sentencia a la suspensión o pérdida de derechos políticos.

### Sistema electoral
La Constitución establece que el Congreso del Estado se conforma por cincuenta diputados, electos por sufragio universal, libre, secreto y directo por los principios de mayoría relativa —treinta electos en los distritos electorales uninominales— y representación proporcional —veinte conforme a las listas presentadas por los partidos políticos en la circunscripción plurinominal—. Por su parte, el gobernador se elige por medio del principio de mayoría relativa, mediante sufragio universal, libre, secreto y directo. La reelección no está permitida para el gobernador, mientras que los diputados pueden ser electos hasta por cuatro periodos consecutivos. No obstante, deben ser propuestos por el mismo partido que el de su postulación previa, con excepción de haber renunciado o perdido su militancia antes de la mitad de su periodo previo.

## Organización
A finales de agosto de 2017, el Instituto Nacional Electoral (INE) aprobó la homologación de tres fechas de preparación de las elecciones locales y federales de 2018. En este sentido, el 2 de septiembre, el Consejo General del Organismo Público Local Electoral de Veracruz (OPLE) homologó la elección local con la federal. El Proceso Electoral Local 2017-2018 comenzó el 1 de noviembre. Las precampañas se llevaron a cabo del 3 de enero al 11 de febrero y las campañas del 29 de abril al 27 de junio. Se determinó el 29 de marzo como la fecha para la aprobación de registro de candidaturas para gobernador y el 20 de abril para las diputaciones.
En las elecciones tienen derecho a participar los nueve partidos políticos nacionales con registro ante el INE y OPLE: Partido Revolucionario Institucional (PRI), Partido Acción Nacional (PAN), Partido de la Revolución Democrática (PRD), Partido del Trabajo (PT), Partido Verde Ecologista de México (PVEM), Movimiento Ciudadano (MC), Nueva Alianza (PANAL), Movimiento Regeneración Nacional (Morena) y Partido Encuentro Social (PES). A finales de noviembre, el INE asumió el conteo rápido de las nueve elecciones a gobernador de 2018 en México, incluyendo la de Veracruz, aduciendo razones de gobernabilidad y certeza de los resultados. El organismo acordó utilizar el diseño de la misma muestra que la de los comicios federales para estimar los resultados.
En las elecciones de 2018, habrá una «casilla única» y cuatro escrutadores más en comparación con comicios previos. Por su parte, la Secretaría de Desarrollo Social (Sedesol) informó que durante el proceso electoral suspendería la entrega de apoyos por los programas «3x1 para Migrantes» y «Empleo Temporal», dado que no contaban con un «padrón transparente» y podrían emplearse con fines partidistas. Por otra parte, en diciembre, el OPLE avaló formatos y diseños de los materiales electorales validados por el INE. En enero de 2018, el Tribunal Electoral de Veracruz (TEV) determinó que los diputados locales que buscaran la reelección no debían pedir licencia de su cargo durante las campañas electorales. Poco después, el 13 de enero, el OPLE aprobó las tres coaliciones registradas para las elecciones: «Por Veracruz al frente» (PAN, PRD y MC), «Juntos Haremos Historia» (Morena, PT y PES) y «Por un Veracruz mejor» (PRI y PVEM).
El padrón electoral para estas elecciones sumó 5 millones 784 mil 064 ciudadanos y la lista nominal 5 millones 775 mil 918 electores —3 millones 043 mil 427 mujeres y 2 millones 732 mil 491 hombres—. En este sentido, el OPLE indicó a mediados de junio de 2018 que esperaba una participación del 65%. El 11 de enero, el organismo electoral designó a los integrantes de los treinta distritos electorales —encargados de la coordinación con el Consejo General— para el proceso electoral; un día después rindieron protesta los 480 integrantes, 240 propietarios y 240 suplentes. En febrero, el OPLE anunció sus intenciones de organizar dos debates para la gubernatura y un total de treinta para las diputaciones locales, uno por cada distrito local.

### Presupuesto
En total, las elecciones de 2018 tendrán un costo superior a los 897 millones 354 mil pesos, que suman 488 millones aprobados en enero de 2018 como financiamiento público para los nueve partidos, candidatos independientes y asociaciones políticas en 2018, y 409 millones 031 mil para la organización y gastos del día de la elección. PRI, PAN y Morena fueron los partidos con mayor presupuesto. Mientras que el PT, MC, PANAL y PES solo recibieron 8 millones 648 mil 807 pesos para campañas dado que no recibieron el tres por ciento requerido por ley en las elecciones de 2016.
En noviembre, el OPLE determinó los topes de gastos de precampaña de los partidos políticos: 17 millones 404 mil 427 pesos para las elecciones a gobernador y 6 millones 861 mil 339 pesos distribuidos entre los 30 distritos para las diputaciones locales. Cosoleacaque, Veracruz II, Temapache, Tuxpan, Papantla y Boca del Río fueron los distritos con más recursos permitidos, con límites de entre 260 mil y 248 mil pesos. Para los comicios, el OPLE estimó la necesidad de contratar al menos tres mil personas para los trabajos electorales y un gasto aproximado de 560 millones de pesos. Aunque solicitó un presupuesto de 1300 millones de pesos, la Secretaría de Finanzas del estado lo disminuyó a menos de 1100, lo que, según el organismo, podría afectar la licitación del Programa de Resultados Electorales Preliminares (PREP). En este sentido, el 8 de diciembre, el OPLE avaló que una empresa fuera la encargada del PREP.

### Candidaturas independientes
Sobre los candidatos independientes, el OPLE lanzó la convocatoria para la gubernatura y diputaciones locales el 1 de noviembre. Se determinó el 1 y 15 de diciembre como fechas límite, respectivamente, para que los aspirantes expresaran sus intenciones de contender. Para la gubernatura, en total se debían recolectar 169 mil 070 firmas (3% de la lista nominal estatal, que deberá «sumar por lo menos el [2%] de la ciudadanía inscrita en la lista nominal de todos los distritos») entre el 9 de diciembre de 2017 y el 16 de febrero de 2018. Por su parte, las candidaturas independientes para diputaciones locales requirieron del 3% de la lista nominal de electores del distrito correspondiente. La recolección de firmas se efectuó con la misma aplicación móvil desarrollada por el INE para las elecciones federales. Sin embargo, para finales de noviembre, ninguna persona había expresado intenciones de contender para la gubernatura y solo una, en San Andrés Tuxtla, para una diputación local.
El primer aspirante independiente a la gubernatura, un ciudadano de Tlacolulan, presentó sus intenciones ante la autoridad electoral el 28 de noviembre. El mismo día, se registró la segunda aspirante, una ciudadana xalapeña. Sin embargo, la aspirante fue detenida poco después por la Fiscalía General de Veracruz (FGE), acusada, junto con otras seis personas, de privación ilegal de la libertad de un menor de edad en el municipio de Chiconquiaco y días después se le dictó auto de vinculación y prisión preventiva. Aunque se dijo «presa política», el OPLE lamentó la situación y solicitó a inicios de diciembre información a la FGE sobre su situación legal. Finalmente, le negó el registro el 9 de diciembre por no entregar documentos requeridos.
Con su publicación el 25 de diciembre en la Gaceta Oficial del Estado (GOE), el OPLE reconoció formalmente a Simón Soto Hernández como aspirante a candidato independiente, mientras que desechó las intenciones de la ciudadana detenida. Entre el 9 de diciembre de 2017 al 16 de febrero de 2018 se llevó a cabo la recabación de firmas para los aspirantes a la gubernatura. El OPLE reconoció el 5 de enero a siete aspirantes a candidatos independientes para diputaciones locales —uno por el distrito de San Andrés Tuxtla, dos por Coatzacoalcos I, tres por Córdoba y uno por Martínez de la Torre—, estableciendo que entre el 8 de enero y el 6 de febrero debían recolectar las firmas con la aplicación del INE.

### Programa de Resultados Electorales Preliminares
En abril de 2018, el consejero del OPLE, Juan Manuel Vázquez Barajas, confirmó que estas elecciones contarían con un conteo rápido y su Programa de Resultados Electorales Preliminares (PREP). El organismo seleccionó mediante licitación a la empresa privada «Profesionales en Ingeniería y Sistemas» como la encargada de manejar el programa por un costo mayor a los 38 millones de pesos. El primer simulacro del PREP se llevó a cabo el 10 de junio entre las 09:34 y las 18:15 horas con un total de 16 mil 438 actas digitalizadas. Una semana después se efectuó el segundo entre las 09:15 y las 18:30 horas con 17 mil 269 actas y en el tercero, realizado el 24 de junio, se registraron 20 mil 914 actas.
También se informó que la Facultad de Estudios Superiores Aragón de la Universidad Nacional Autónoma de México (UNAM) fue la encargada de auditar y realizar pruebas técnicas del programa. A mediados de mayo, el OPLE lanzó la convocatoria para los medios difusores del PREP y a finales de junio informó que su desarrollo sería «lento». En este sentido, el programa debía iniciar a las 20:00 horas del 1 de julio y se esperaba un avance del 50% a las 03:00 horas del día siguiente y del 80% cinco horas después. No obstante, los resultados del conteo rápido —«resultados mínimos y máximos en términos porcentuales» de cada candidato— de la gubernatura se programaron para darse a conocer entre las 22:30 y 23:00 horas del día de la elección.

## Elecciones internas

### Por un Veracruz Mejor
Respecto al Partido Revolucionario Institucional (PRI), los dos senadores por Veracruz pertenecientes al partido —José Francisco Yunes Zorrilla y Héctor Yunes Landa— expresaron sus intenciones de contender por la gubernatura. A inicios de junio de 2017, Yunes Landa, también candidato en las elecciones de 2016 declaró: «mi decisión es clara y lo he dicho, sí voy a buscar la candidatura del año que entra [2018]». No obstante, unos meses después aclaró que el candidato priista se elegiría por medio de encuestas. Por su parte, en diversas ocasiones Yunes Zorrilla también expresó su interés por la candidatura. Entre otros posibles candidatos del PRI se mencionó a Ricardo Ahued —exdiputado federal y expresidente municipal de Xalapa—, Miguel Alemán Magnani —empresario e hijo del exgobernador Miguel Alemán Velasco— y Juan Manuel Diez Francos —presidente municipal de Orizaba—.
El 25 de noviembre de 2017 el Consejo Político Estatal del partido en sesión extraordinaria determinó que su candidato a la gubernatura sería escogido por medio de una convención de delegados. Por su parte, los diputados estatales serían seleccionados por un método mixto de convención y postulación. En la misma sesión se aprobó el inicio de pláticas para la posible conformación de una coalición electoral. El mismo día, Yunes Zorrilla informó que las precampañas para la selección del candidato priista comenzarían el 3 de enero de 2018. El 26 de diciembre, se publicó la convocatoria del PRI para elegir candidato a la gubernatura. Esta señalaba que el registro de aspirantes se efectuaría el 5 de enero del año siguiente y, posteriormente, el 17 de febrero se llevaría a cabo la convención de delegados.
El mismo día el presidente nacional del PRI, Enrique Ochoa Reza, confirmó que Yunes Zorrilla sería el precandidato único. Yunes Zorrilla recibió el apoyo de Yunes Landa, quien también desistió de su intento de ser candidato nuevamente. El 3 de enero, el PRI y el Partido Verde Ecologista de México (PVEM) registraron su coalición ante el OPLE con el nombre de Por un Veracruz Mejor. Se trata de una coalición total para la gubernatura y los distritos electorales para diputaciones locales —20 para el PRI y 10 para el PVEM—. El 27 de diciembre, Yunes solicitó licencia al senado, misma que fue aprobada el 4 de enero. Un día después, se registró como precandidato priista a la gubernatura de Veracruz. Yunes fue el precandidato único y como tal inició su precampaña el 7 de enero, a cuyo evento acudió el precandidato priista a la presidencia, José Antonio Meade Kuribreña. Posteriormente, el 17 de febrero, la convención de delegados le eligió como candidato a la gubernatura. El 21 de marzo, se registró ante el OPLE como candidato de la alianza «Por un Veracruz Mejor».

### Por Veracruz al Frente
Miguel Ángel Yunes Márquez, alcalde de Boca del Río e hijo del mandatario estatal Miguel Ángel Yunes Linares, reconoció en julio de 2017 sus aspiraciones a la candidatura por la coalición Partido Acción Nacional (PAN) y el Partido de la Revolución Democrática (PRD). También se señaló a la rectora de la Universidad Veracruzana, Sara Ladrón de Guevara, como potencial candidata. Posteriormente, el dirigente estatal del PAN, José de Jesús Mancha Alarcón, declaró que, al igual que en las elecciones federales, en Veracruz se llevaría a cabo una alianza PAN-PRD-Movimiento Ciudadano (MC) —Por México al Frente—.
No obstante, algunos militantes de MC rechazaron la alianza con el PAN y el apoyo a Yunes Márquez como potencial candidato de la coalición. El 25 de noviembre, el Consejo Estatal del PAN aprobó su plataforma electoral y autorizó la suscripción de convenios de coalición con otros partidos políticos. Asimismo, votó a favor de solicitar a la Comisión Permanente Nacional que aprobara la designación como método de selección del candidato a la gubernatura. Aunque Movimiento Ciudadano consideró proponer a su dirigente nacional, Dante Delgado, como candidato de la alianza, el PAN descartó su designación y reiteró que el elegido sería Yunes Márquez, por ser el único que externó sus intenciones.
El 22 de diciembre, el PAN emitió su convocatoria para elegir candidato a gobernador, anunciando que las solicitudes se recibirían entre el 22 y el 24 de diciembre. Al día siguiente, Yunes Márquez se registró como precandidato. En enero de 2018, el Comité Ejecutivo Nacional del Partido de la Revolución Democrática (PRD) aprobó la alianza electoral con el PAN y MC en Veracruz y otros cuatro estados. Los tres partidos registraron la coalición «Por Veracruz al Frente» ante el OPLE el 3 de enero. Se determinó una alianza total para gobernador y diputaciones locales. El PAN elegiría el candidato a la gubernatura y tendría quince distritos para diputados, ocho el PRD y siete MC. En cada distrito, las formaciones elegirían su método de selección. En este sentido, a inicios de febrero, cuatro diputados locales de PAN se registraron ante su partido para buscar la reelección.
Como precandidato único, Yunes Márquez inició su precampaña el 3 de enero. Su postulación, sin embargo, recibió críticas e incluso fue equiparada con una «monarquía», por tratarse del hijo del gobernador. Su padre también fue criticado por su actuar y por tratar de imponerlo como su sucesor. En el inicio de su precandidatura, Yunes indicó que no daría continuidad a la administración de su padre y negó que se haya buscado beneficiar a su familia. Se registró como precandidato del PRD el 24 de enero y seis días después hizo lo propio con MC. Finalizó su precampaña el 10 de febrero en un mitin con Ricardo Anaya Cortés, precandidato panista a la presidencia. Diez días después asumió como candidato del PAN a la gubernatura. El 19 de marzo, se registró ante la autoridad electoral como candidato de la coalición «Por Veracruz al Frente».

### Juntos Haremos Historia

Partidos de la coalición «Juntos Haremos Historia».

En agosto de 2017, el partido Movimiento de Regeneración Nacional (Morena) eligió al diputado federal y excandidato en los comicios de 2016, Cuitláhuac García, como su «coordinador estatal de organización». Ese mismo mes, expresó sus intenciones de contender nuevamente por el cargo. No obstante, también se mencionó como posible candidata a la también diputada federal Rocío Nahle. Sin embargo, García aclaró que el partido estudiaba la posibilidad de postular a otras personas. En este sentido, la dirigencia estatal descartó, pese a lo comentado, al dirigente de MC como potencial candidato.
Al igual que a nivel federal, el Partido del Trabajo (PT) aseveró que competiría en alianza con Morena en las elecciones de Veracruz. El 11 de septiembre, ambos partidos firmaron una carta de intención para formar la coalición. Ricardo Ahued, también reconocido como probable candidato pese a ser priista, firmó el «Acuerdo Político de Unidad Nacional» convocado por el líder morenista Andrés Manuel López Obrador. Por su parte, el PT dio el visto bueno a Ahued como candidato de la alianza que formará con Morena. No obstante, en diciembre, García anunció que se registraría como precandidato entre el 9 y el 10 del mismo mes y afirmó contar con el apoyo del líder del PT. Posteriormente, Morena, PT y el Partido Encuentro Social (PES) anunciaron que en enero formalizarían su alianza para la gubernatura y las diputaciones locales, al igual que a nivel nacional con el nombre Juntos Haremos Historia. Posteriormente, Morena, PT y el PES registraron el 3 de enero su coalición ante el OPLE, total para gobernador y parcial en 28 distritos para diputaciones locales —catorce distritos para Morena, siete para el PT y siete para el PES—. En esa ocasión se detalló que el método de selección de candidato sería por encuesta y que ambos partidos aportarían a Morena 270 mil votos para la gubernatura.
El registro de García como precandidato de Morena se aplazó a enero de 2018. Recibió el respaldo del PT y PES como candidato de la coalición y solicitó licencia en la Cámara de Diputados a finales de diciembre. Avalada poco después, le permitió separase del cargo a partir del 27 de diciembre. García se registró como precandidato de Morena el 2 de enero. El mismo día, hizo lo propio Noé García, sumando dos precandidatos morenistas. A un tercer interesado, Teódulo Guzmán, se le negó el registro por no ser militante, dado que fue expulsado del partido por participar en la toma de su sede en febrero de 2017. No obstante, poco después, la Comisión Nacional de Elecciones del partido reconoció a García como precandidato único, por lo que desechó la otra solicitud de precandidatura. El 29 de enero se registraron los precandidatos de Morena a las diputaciones locales. Más tarde, el 5 de febrero, se publicó la lista final de precandidatos. El 11 de febrero se llevó a cabo la insaculación de los candidatos de Morena a diputaciones plurinominales locales por representación proporcional. Más tarde, la asamblea estatal de ese partido, conformada por 300 delegados, ratificó a García Jiménez como candidato a la gubernatura. El 23 de marzo, se registró como candidato ante el organismo electoral de Veracruz.

### Nueva Alianza

Nueva Alianza.

El partido Nueva Alianza (Panal) determinó en septiembre de 2017 contender en solitario en estas elecciones. En este sentido, el 2 de enero, la diputada local Miriam Judith González Sheridan, exmilitante de Morena, se registró como precandidata a la gubernatura por el Panal. A inicios de febrero, González Sheridan confirmó sus intenciones de contender por la gubernatura y negó declinar por otros candidatos. En este sentido, el 7 de febrero, la dirigente estatal del partido reiteró que a nivel estatal no conformarían coaliciones con otras formaciones partidistas. Sheridan rindió protesta como candidata del partido el 24 de febrero y se registró como candidata ante el OPLE el 22 de marzo.

## Campaña
Las campañas electorales para la gubernatura iniciaron el 29 de abril. La candidata de Nueva Alianza, Miriam Judith González Sheridan, comenzó su campaña con un recorrido en Minatitlán, mientras que Cuitláhuac García, candidato de Morena, hizo lo propio con una carrera atlética en Xalapa-Enríquez, el priista José Yunes con un mitin en Perote y Miguel Ángel Yunes Márquez, del Partido Acción Nacional, con una rueda de prensa en Boca del Río. En la carrera del candidato morenista aparecieron botargas del expresidente venezolano Hugo Chávez, por lo que se acusó al gobernador Yunes Linares de enviarlas como provocación, aunque el dirigente panista de Veracruz lo negó.

## Encuestas de intención de voto
| Encuestadora       | Publicación           | Muestra            | García Jiménez | Yunes Márquez | Yunes Zorrilla | González Sheridan | Otro/Ind/Nulo Ninguno | NC/NS | Margen de error |
| ------------------ | --------------------- | ------------------ | -------------- | ------------- | -------------- | ----------------- | --------------------- | ----- | --------------- |
| Encuestadora       | Publicación           | Muestra            |                |               |                |                   | Otro/Ind/Nulo Ninguno | NC/NS | Margen de error |
| Arias Consultores  | 4 de enero de 2018    | 3864 encuestados   | 29.1%          | 41.1%         | 18.3%          |                   | 1.7%                  | 9.7%  | ±2.0%           |
| Massive Caller     | 17 de enero de 2018   | 1000 encuestados   | 30.1%          | 28.6%         | 14.9%          |                   | 7.2%                  | 19.1% | ±3.2%           |
| Massive Caller     | 26 de enero de 2018   | 1000 encuestados   | 30.4%          | 27.8%         | 13.5%          |                   | 8.9%                  | 19.5% | ±3.2%           |
| Massive Caller     | 14 de febrero de 2018 | 1000 encuestados   | 31.0%          | 28.9%         | 9.3%           |                   | 10.8%                 | 19.8% | ±3.2%           |
| Massive Caller     | 21 de febrero de 2018 | Sin datos          | 30.6%          | 29.0%         | 14.7%          |                   | 4.7%                  | 20.7% | Sin datos       |
| Arias Consultores  | 24 de febrero de 2018 | 5363 personas      | 45.1%          | 30.7%         | 17.4%          | 1.3%              |                       | 5.4%  | ±2.2%           |
| Massive Caller     | 1 de marzo de 2018    | 1000 ciudadanos    | 32.1%          | 29.6%         | 13.0%          |                   | 2.7%                  | 22.6% | ±3.2%           |
| Encuestadora Votia | 7 de marzo de 2018    | 1200 casos         | 36.4%          | 47.7%         | 14.8%          | 1.1%              |                       |       | ±3.2%           |
| Republik           | 7 de marzo de 2018    | 1065 encuestas     | 39.6%          | 29.5%         | 7.8%           |                   | 7.9%                  | 12.2% | ±3.5%           |
| Massive Caller     | 16 de marzo de 2018   | 1000 encuestas     | 28.7%          | 31.1%         | 14.8%          |                   | 3.2%                  | 22.2% | ±3.2%           |
| Arias Consultores  | 5 de abril de 2018    | 6896 encuestados   | 47.5%          | 31.0%         | 12.4%          | 1.5%              |                       | 7.7%  | ±1.2%           |
| Opinión Pública    | 8 de abril de 2018    | 500 encuestados    | 30.5%          | 31.2%         | 19.6%          | 0.5%              | 2.8%                  | 15.4% | Sin datos       |
| ISA                | 12 de abril de 2018   | 1070 entrevistas   | 29%            | 30%           | 21%            | 1%                |                       | 19%   | ±3%             |
| Encuestadora Votia | 18 de abril de 2018   | 1200 casos         | 36.0%          | 48.3%         | 14.6%          | 1.1%              |                       |       | ±3.2%           |
| ISA                | 19 de abril de 2018   | 1070 entrevistas   | 27%            | 31%           | 23%            | 1%                |                       | 18%   | ±3%             |
| Opinión Pública    | 25 de abril de 2018   | 500 encuestados    | 31.3%          | 32.1%         | 19.2%          | 0.8%              | 5.6%                  | 11.0% | Sin datos       |
| ISA                | 26 de abril de 2018   | 1070 entrevistas   | 27%            | 30%           | 24%            | 1%                |                       | 18%   | ±3%             |
| Republik           | 29 de abril de 2018   | 1065 encuestas     | 39.8%          | 28.6%         | 10.4%          |                   | 7.5%                  | 13.7% | ±3.5%           |
| El Heraldo         | 30 de abril de 2018   | 1100 personas      | 33%            | 31%           | 17%            | 3%                |                       | 16%   | Sin datos       |
| Opinión Pública    | 7 de mayo de 2018     | 500 personas       | 33.0%          | 33.3%         | 15.5%          | 1.1%              | 5.3%                  | 11.9% | ±4.4%           |
| ISA                | 10 de mayo de 2018    | 1070 entrevistas   | 31%            | 28%           | 25%            | 1%                |                       | 15%   | ±3%             |
| Arias Consultores  | 18 de mayo de 2018    | 1725 personas      | 38%            | 37%           | 15%            | 0%                |                       | 10%   | ±1.2%           |
| Reforma            | 23 de mayo de 2018    | 1000 personas      | 42%            | 43%           | 14%            | 1%                |                       |       | ±3.5%           |
| Opinión Pública    | 23 de mayo de 2018    | 500 personas       | 29.7%          | 31.4%         | 16.6%          | 0.8%              | 9.2%                  | 12.4% | ±4.4%           |
| Arias Consultores  | 30 de mayo de 2018    | 1518 personas      | 48.60%         | 29.80%        | 15.70%         | 0%                |                       | 5.90% | ±5%             |
| Opinión Pública    | 4 de junio de 2018    | 500 personas       | 32.2%          | 33.6%         | 16.2%          | 0.3%              | 7.6%                  | 10.1% | ±4.4%           |
| Encuestadora Votia | 6 de junio de 2018    | 1200 casos         | 40.1%          | 48.7%         | 10.2%          | 1.0%              |                       |       | ±3.2%           |
| Arias Consultores  | 7 de junio de 2018    | 1655 personas      | 46.7%          | 32.0%         | 18.2%          | 0.1%              |                       | 3.0%  | ±5%             |
| Berumen/Ipsos      | 12 de junio de 2018   | 13 000 personas    | 35.9%          | 34.1%         | 13.3%          | 0.9%              | 5.6%                  | 10.4% | Sin datos       |
| Arias Consultores  | 13 de junio de 2018   | 1951 encuestados   | 45.0%          | 36.0%         | 14.7%          |                   | 0%                    | 4.3%  | ±5%             |
| El Universal       | 15 de junio de 2018   | 1800 casos         | 35%            | 40%           | 12%            | 1%                |                       | 12%   | ±2.5%           |
| Arias Consultores  | 20 de junio de 2018   | 1906 encuestados   | 51.3%          | 28.3%         | 15.7%          | 0%                |                       | 4.8%  | ±5%             |
| Reforma            | 26 de junio de 2018   | 1200 veracruzanos  | 43%            | 41%           | 15%            | 1%                |                       | 4.8%  | ±3.7%           |
| El Heraldo         | 26 de junio de 2018   | 1000 cuestionarios | 42%            | 38%           | 17%            | 3%                |                       | 14%   | ±3.1%           |
| Arias Consultores  | 26 de junio de 2018   | 4436 encuestados   | 49.8%          | 27.3%         | 17.8%          | 0.4%              |                       | 4.7%  | ±5%             |

## Elecciones
Se previó la instalación de 10 mil 595 casillas en todo el estado —4812 básicas, 4658 contiguas, 1035 extraordinarias y noventa especiales—, mismas que debían permanecer abiertas entre las 08:00 y las 18:00 horas del 1 de julio. Para el estado, se imprimieron 6 millones 45 mil 085 boletas para ser utilizadas en las elecciones. Su impresión se inició el 7 de mayo y estuvo a cargo de la empresa Litoformas, mediante licitación; luego de finalizar el proceso, su distribución comenzó el 10 de junio. Un día antes de la elección, se informó de la entrega del 100% de las papeletas, así como la paquetería electoral. En este sentido, el 27 de junio se denunció el robo de 2805 boletas a manos de hombres armados en Coatzacoalcos. Por lo anterior, el INE ordenó su reimpresión y reposición. Igualmente, se acordó que los miembros del consejo distrital local firmaran las boletas reimpresas. Por su parte, se ordenó la reimpresión de cien papeletas extraviadas en Camerino Z. Mendoza y que también debían ser firmadas. Para la elección, las autoridades electorales capacitaron a 95 mil 355 ciudadanos —63 mil 570 propietarios y 31 mil 785 suplentes— para desempeñarse como funcionarios de casilla —un presidente, dos secretarios y tres escrutadores generales por casilla—.
El INE informó que debió sustituir a 17 mil 996 originalmente sorteados para participar como funcionarios y que por alguna razón no pudieron hacerlo. Por otra parte, el organismo electoral aprobó a 698 observadores electorales para el estado y la Fiscalía Especializada para la Atención de los Delitos Electorales el despliegue de 300 funcionarios para la vigilancia de delitos electorales. La jornada electoral comenzó con el inicio de la «Sesión Extraordinaria del Consejo Local» del INE en Veracruz y de la «Sesión Permanente del Seguimiento y Vigilancia» del OPLE, luego de que el organismo realizara un acto cívico de honores a la bandera, alrededor de las 07:30, en el Parque Morelos de Xalapa-Enríquez. A las 10:30 de la mañana, el INE informó que hasta ese momento se habían instalado 5671 casillas (53%). Pasadas las 13:00 esa cifra llegó a las 10 mil 300 casillas y una hora después se anunció oficialmente que el 100% de las casillas estaban instaladas. Aunque las autoridades descartaron actos de violencia durante los comicios, miembros de diversos partidos denunciaron múltiples incidentes. En este sentido, por la presencia de personas armadas se suspendieron y luego reanudaron las actividades en una casilla de la comunidad Contreras en el municipio de Coatzintla.
Cerca de las 17:40 horas, el Programa de Resultados Electorales Preliminares se puso en ceros y, alrededor de las 20:00 horas inició con 328 actas contabilizadas. Alrededor de veinte minutos después comenzaron a cerrarse las casillas en el estado. El 2 de junio, el gobernador veracruzano, Miguel Ángel Yunes Linares, afirmó que reconocería los resultados y que «en el momento legal oportuno también iniciaremos el proceso de transición». El mismo día se denunció el robo de tres urnas con boletas en el municipio de Pánuco. Por esas y otras irregularidades, se determinó abrir más de treinta paquetes electorales para su recuento en ese municipio. A las 08:00 horas del 4 de julio comenzaron los cómputos distritales y se instaló la «Sesión de Vigilancia del Desarrollo de los Cómputos Distritales» del OPLE. En esa ocasión se informó que 6948 paquetes electorales —3289 paquetes de la elección a gobernador (31.04% de las casillas) y 3659 de la elección a diputados (34.53%)— se someterían a recuento de voto por voto. También se solicitó a las autoridades resguardar los cómputos de Santiago Tuxtla, Pánuco, Papantla, Misantla y Perote.

### Resultados

#### Gubernatura
Poco después del cierre de las casillas, tanto Cuitláhuac García, como Miguel Ángel Yunes Márquez, se declararon ganadores de los comicios. En la encuesta de salida de El Financiero los resultados arrojaron un empate entre ambos candidatos. Consulta Mitofsky y El Heraldo colocaron a la cabeza al morenista con un rango de 46.9-54.1% y 41-49%. En contraste, Votia dio la ventaja al panista con 45.2%. Pasadas las 23:30 del día de la elección, el presidente del OPLE dio a conocer los resultados del conteo rápido, que dieron la ventaja a García con un margen de votación de entre 43.9% y 45.9%, seguido de Yunes Márquez con entre 37.0% y 38.7%, Yunes Zorrilla con entre 13.3% y 14.5% y González Sheridan con entre 0.9% y 1.0%.
Los resultados tuvieron un 95% de confianza y se obtuvieron a partir de una muestra de 1100 casillas computadas en todo el estado. Luego de conocerse los resultados, García celebró los resultados del conteo en la Plaza Lerdo de la capital veracruzana, mientras que Yunes Márquez indicó que, aunque reconocía que el conteo rápido no le favorecía, se debía esperar al computo definitivo de las actas. Al día siguiente, en conferencia de prensa, el candidato priista reconoció su derrota: «Reconozco que la tendencia no favorece mi candidatura y sí favorece la de Cuitláhuac García». Además, calificó de «devastadores» resultados de las elecciones para el PRI en Veracruz. El 3 de julio, Yunes Márquez admitió que «la votación no nos fue favorable» y deseó «el mayor de los éxitos» al morenista.
El PREP finalizó a las 20:00 horas del 2 de julio con 93.55% de las actas capturadas, una participación ciudadana del 64.59% y una tendencia de votación de 43.7% en favor de García. Por su parte, los cómputos distritales para la gubernatura concluyeron a las 19:10 del 5 de julio y confirmaron la victoria del candidato morenista con 1 millón 667 mil 239 votos, una ventaja de 213 mil 301 votos frente al segundo lugar, Yunes Márquez. También arrojó una participación ciudadana de 65.56%. El 8 de julio, García Jiménez recibió la constancia de mayoría que lo acreditó como gobernador electo de Veracruz.

#### Congreso del Estado
El PREP finalizó a las 20:00 horas del 2 de julio con 92.7% de las actas capturadas —9829 actas de 10 mil 595 esperadas—. Con base en los resultados arrojados, la coalición Morena-PT-PES lograría veintiún diputados locales y PAN-PRD-MC nueve, para el total de treinta escaños por mayoría relativa. Asimismo, los cómputos distritales concluyeron a las 09:35 horas del 7 de julio y confirmaron la victoria de la coalición Morena-PT-PES en veinte distritos y de PAN-PRD-MC en diez, así como una participación del 65.18%, es decir, 3 millones 765 mil 057 votos. De ellos, 41.95% correspondieron a la primera alianza, 34.27% a la segunda, 16.02% a la coalición PRI-PVEM y 2.05% al PANAL. Para el 7 de julio, el OPLE ya había entregado las treinta constancias de mayoría a los diputados electos.
Por otra parte, el organismo aclaró que la distribución definitiva de los veinte escaños restantes por el principio de representación proporcional podría ocurrir hasta octubre siguiente una vez resultas todas las impugnaciones. En este sentido, mientras que el PAN descartó impugnar alguna elección de este proceso electoral, Morena anunció que lo haría con los comicios para diputados locales en Pánuco, Álamo, Perote y Santiago Tuxtla. Una estimación preliminar daba a Morena diez diputados plurinominales, cinco al PAN, tres al PRI y uno para el PVEM y el PRD. El 17 de octubre siguiente, el OPLE declaró válido el cómputo de los comicios de las diputaciones por representación proporcional y repartió los veinte espacios, por lo que Morena obtuvo nueve, el PAN seis, el PRI tres y uno para PRD y PVEM.
|  | 41.96 % |

|  | 34.28 % |

|  | 16.02 % |

|  | 2.06 % |

|  | 1.93 % |

|  | 0.11 % |

|  | 0.09 % |

|  | 0.07 % |

|  | 0.03 % |

|  | 96.55 % |

|  | 3.45 % |

|  | 100.00 % |